# Eduard Schöll
Eduard Michael Schöll (ur. 15 lipca 1904, zm. 23 kwietnia 1989) – austriacki zapaśnik walczący w stylu klasycznym. Olimpijczyk z Berlina 1936, gdzie zajął dziewiąte miejsce w wadze ciężkiej.

## Letnie Igrzyska Olimpijskie 1936
| Konkurencja           | Rundy eliminacyjne        | Rundy eliminacyjne | Klas. końcowa |
| Konkurencja           | Przeciwnik I              | Przeciwnik II      | Miejsce       |
| --------------------- | ------------------------- | ------------------ | ------------- |
| +87 kg styl klasyczny | Kristjan Palusalu (EST) P | John Nyman (SWE) P | 9.            |